# 夏色青空
夏色青空（なついろあおぞら）はライトノベル作家。第33回ファンタジア大賞にて「母親がエロラノベ大賞受賞して人生詰んだ」で銀賞を受賞し、富士見ファンタジア文庫から2021年1月に刊行され書籍化デビューした。

## 作品リスト
- 夏色青空（著） / 米白粕（イラスト） 『母親がエロラノベ大賞受賞して人生詰んだ』 KADOKAWA〈富士見ファンタジア文庫〉、既刊2巻（2021年12月1日現在）
  1. 2021年1月20日初版発行、ISBN 978-4040739618
  2. 2021年6月18日初版発行、ISBN 9784040741857